# Norops kemptoni
Norops kemptoni este o specie de șopârle din genul Norops, familia Polychrotidae, descrisă de Dunn 1940. Conform Catalogue of Life specia Norops kemptoni nu are subspecii cunoscute.